# Kingsley Boateng
Kingsley Boateng (Mampong, 7 aprile 1994) è un ex calciatore ghanese naturalizzato italiano, di ruolo attaccante.

## Biografia
Giunto in Italia a 5 anni, in provincia di Pordenone, raggiungendo il padre George che vi era emigrato in precedenza per trovare lavoro. Nel 2010 il padre, dopo 10 anni di permanenza in Italia, ha ottenuto la cittadinanza italiana; conseguentemente, anche i figli minori conviventi hanno acquisito la cittadinanza italiana.

## Carriera

### Club
Nella prima adolescenza disputava anche gare di atletica ed era il primo in Italia nella categoria cadetti con un tempo di 7,19 secondi sui 60 m, tempo notevole considerando l'età di 14 anni.
Dopo aver giocato nel Don Bosco di Pordenone, è stato notato dagli osservatori del Milan durante uno Junior Camp a Cortina d'Ampezzo ed è passato alla Liventina Gorghense, scuola calcio di Motta di Livenza gemellata con la società milanese. Nel 2007 è approdato nelle giovanili del Milan e con gli Allievi Nazionali ha vinto il campionato di categoria nel 2010-2011 segnando il gol con cui i rossoneri hanno battuto l'Empoli in finale.
Per la stagione 2013-2014 è stato prestato al Catania, con cui ha esordito in Serie A il 22 settembre 2013, a 19 anni, nella partita Catania-Parma (0-0).
Il 3 luglio 2014 passa in prestito al NAC Breda.
Il 13 gennaio 2015 ritorna al Milan e il 15 gennaio passa a titolo definitivo al Bari, militante in Serie B. Nella 28ª giornata di Serie B (Modena-Bari) mette a segno il suo primo gol in maglia biancorossa su assist di Nicola Bellomo valido per lo 0-1 finale.
Il 9 gennaio 2017, in scadenza di contratto, si trasferisce all'Olimpija Lubiana, con cui si lega fino al 2020. In due anni colleziona 33 presenze e 9 gol in tutto.
Svincolato, il 4 febbraio 2019 firma per la Ternana in Serie C.
Dopo solo 6 mesi di permanenza alla Ternana passa in prestito alla Juve Stabia dove disputerà il campionato di Serie B 2019-2020. Tuttavia trova poco spazio in Campania, indi per cui il 31 gennaio 2020 viene ceduto in prestito al Siena.
A fine stagione viene ceduto in prestito alla Fermana. Il 9 luglio 2021 il prestito viene rinnovato.

### Nazionale
Ha disputato 3 partite con la Nazionale italiana Under-18.
Il 12 agosto 2015 ha esordito con la Nazionale Under-21, entrando nel secondo tempo della partita amichevole Ungheria-Italia (0-0).

## Statistiche

### Presenze e reti nei club
Statistiche aggiornate al 22 maggio 2021.
| Stagione                | Squadra                 | Campionato              | Campionato | Campionato | Coppe nazionali | Coppe nazionali | Coppe nazionali | Coppe continentali | Coppe continentali | Coppe continentali | Altre coppe | Altre coppe | Altre coppe | Totale | Totale |
| Stagione                | Squadra                 | Comp                    | Pres       | Reti       | Comp            | Pres            | Reti            | Comp               | Pres               | Reti               | Comp        | Pres        | Reti        | Pres   | Reti   |
| ----------------------- | ----------------------- | ----------------------- | ---------- | ---------- | --------------- | --------------- | --------------- | ------------------ | ------------------ | ------------------ | ----------- | ----------- | ----------- | ------ | ------ |
| 2013-2014               | Catania                 | A                       | 6          | 0          | CI              | 1               | 0               | -                  | -                  | -                  | -           | -           | -           | 7      | 0      |
| 2014-gen. 2015          | NAC Breda               | E                       | 14         | 1          | CO              | 2               | 0               | -                  | -                  | -                  | -           | -           | -           | 16     | 1      |
| gen.-giu. 2015          | Bari                    | B                       | 17         | 3          | CI              | -               | -               | -                  | -                  | -                  | -           | -           | -           | 17     | 3      |
| 2015-2016               | Bari                    | B                       | 18         | 0          | CI              | 1               | 0               | -                  | -                  | -                  | -           | -           | -           | 19     | 0      |
| 2016-gen. 2017          | Bari                    | B                       | 2          | 0          | CI              | 1               | 0               | -                  | -                  | -                  | -           | -           | -           | 3      | 0      |
| Totale Bari             | Totale Bari             | Totale Bari             | 37         | 3          |                 | 2               | 0               |                    | -                  | -                  |             | -           | -           | 39     | 3      |
| gen.-giu. 2017          | Olimpija Lubiana        | 1.SNL                   | 8          | 2          | CS              | 1               | 0               | UCL                | -                  | -                  | -           | -           | -           | 9      | 2      |
| 2017-2018               | Olimpija Lubiana        | 1.SNL                   | 5          | 0          | CS              | 2               | 1               | UEL                | 0                  | 0                  | -           | -           | -           | 7      | 1      |
| 2018-gen. 2019          | Olimpija Lubiana        | 1.SNL                   | 9          | 2          | CS              | 2               | 2               | UCL+UEL            | 2+4                | 0+2                | -           | -           | -           | 17     | 6      |
| Totale Olimpija Lubiana | Totale Olimpija Lubiana | Totale Olimpija Lubiana | 22         | 4          |                 | 5               | 3               |                    | 6                  | 2                  |             | -           | -           | 33     | 9      |
| gen.-giu. 2019          | Ternana                 | C                       | 11         | 0          | CI+CI-C         | -               | -               | -                  | -                  | -                  | -           | -           | -           | 11     | 0      |
| ago. 2019- gen. 2020    | Juve Stabia             | B                       | 4          | 0          | CI              | 0               | 0               | -                  | -                  | -                  | -           | -           | -           | 4      | 0      |
| gen. 2020- giu. 2020    | Siena                   | C                       | 2          | 0          | CI              | -               | -               | -                  | -                  | -                  | -           | -           | -           | 2      | 0      |
| 2020-2021               | Fermana                 | C                       | 22         | 6          | CI              | -               | -               | -                  | -                  | -                  | -           | -           | -           | 22     | 6      |
| Totale carriera         | Totale carriera         | Totale carriera         | 118        | 14         |                 | 10              | 3               |                    | 6                  | 2                  |             | -           | -           | 144    | 19     |

### Cronologia presenze e reti in nazionale
| Cronologia completa delle presenze e delle reti in nazionale ― Italia under 21 | Cronologia completa delle presenze e delle reti in nazionale ― Italia under 21 | Cronologia completa delle presenze e delle reti in nazionale ― Italia under 21 | Cronologia completa delle presenze e delle reti in nazionale ― Italia under 21 | Cronologia completa delle presenze e delle reti in nazionale ― Italia under 21 | Cronologia completa delle presenze e delle reti in nazionale ― Italia under 21 | Cronologia completa delle presenze e delle reti in nazionale ― Italia under 21 | Cronologia completa delle presenze e delle reti in nazionale ― Italia under 21 |
| Data                                                                           | Città                                                                          | In casa                                                                        | Risultato                                                                      | Ospiti                                                                         | Competizione                                                                   | Reti                                                                           | Note                                                                           |
| ------------------------------------------------------------------------------ | ------------------------------------------------------------------------------ | ------------------------------------------------------------------------------ | ------------------------------------------------------------------------------ | ------------------------------------------------------------------------------ | ------------------------------------------------------------------------------ | ------------------------------------------------------------------------------ | ------------------------------------------------------------------------------ |
| 12-8-2015                                                                      | Telki                                                                          | Ungheria under 21                                                              | 0 – 0                                                                          | Italia under 21                                                                | Amichevole                                                                     | -                                                                              | 46’                                                                            |
| 8-9-2015                                                                       | Reggio Emilia                                                                  | Italia under 21                                                                | 1 – 0                                                                          | Slovenia under 21                                                              | Qual. Europeo Under-21 2017                                                    | -                                                                              |                                                                                |
| 8-10-2015                                                                      | Capodistria                                                                    | Slovenia under 21                                                              | 0 – 3                                                                          | Italia under 21                                                                | Qual. Europeo Under-21 2017                                                    | -                                                                              | 87’                                                                            |
| 13-10-2015                                                                     | Vicenza                                                                        | Italia under 21                                                                | 1 – 0                                                                          | Irlanda under 21                                                               | Qual. Europeo Under-21 2017                                                    | -                                                                              | 75’                                                                            |
| 13-11-2015                                                                     | Novi Sad                                                                       | Serbia under 21                                                                | 1 – 1                                                                          | Italia under 21                                                                | Qual. Europeo Under-21 2017                                                    | -                                                                              | 62’                                                                            |
| Totale                                                                         |                                                                                | Presenze                                                                       | 5                                                                              |                                                                                | Reti                                                                           | 0                                                                              |                                                                                |

## Palmarès

### Competizioni giovanili
- Campionato Allievi Nazionali: 1

Milan: 2010-2011

### Competizioni nazionali
- Campionato sloveno: 1

Olimpia Lubiana: 2017-2018
- Coppa di Slovenia: 1

Olimpia Lubiana: 2017-2018